# Estación Los Talas
La Estación Los Talas era la estación final del ramal de 1896 del Ferrocarril Puerto-Los Talas que se extendía desde el Puerto La Plata hasta las canteras de Los Talas.

## Historia
La estación Los Talas se encontraba cerca de las canteras de conchilla de Los Talas. Esta era básicamente una estación/galpón, desde aquí se desprendían varios ramales hacia de las canteras.
En 1897 al ferrocarril el estado le permite la tracción vapor completa, lo cual las locomotoras aparte de poder tirar coches de cargas, podrían tirar coches de pasajeros y encomiendas, pero con la condición de colocar un semáforo al frente de esta estación.
En el año 1901 la empresa pasa a estar en manos del Ferrocarril del Sud que lo explota hasta el año 1910, donde luego es clausurado el ramal.  
El ferrocarril fue levantado en 1915, pero el edificio de la estación fue vendido, y se trasladado a una quinta donde todavía se puede encontrar actualmente. 

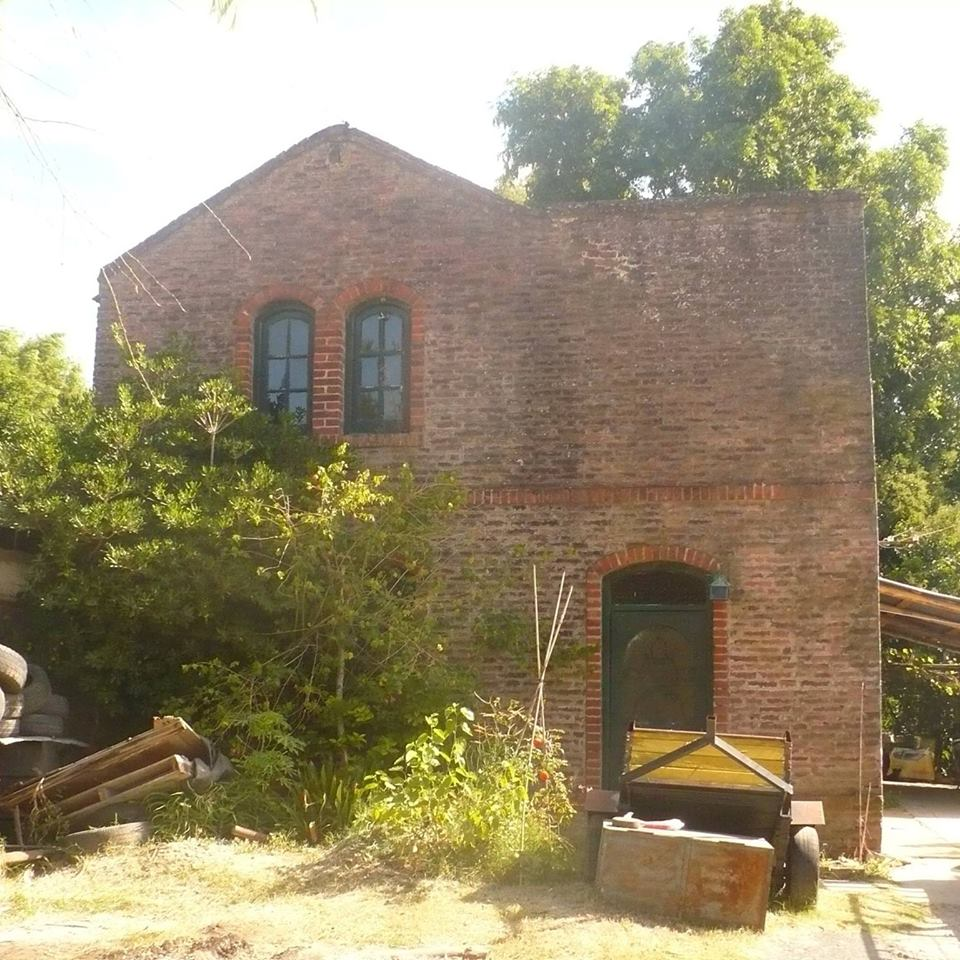
Casa Martins, Galpón del ramal de trocha Decauville que le traía leña de Tala al Ferrocarril Puerto-Los Talas.